# عقداء منجلية
العَقداء المنجلية نوع نباتي يتبع جنس العَقداء من الفصيلة السفندرية.